# Jörgen Augustsson
Pour les articles homonymes, voir Augustsson.
Jörgen Augustsson  est un footballeur suédois né le 28 octobre 1952 à Mala. Il évoluait au poste de défenseur.

## Biographie

### En club
Joueur d'Åtvidabergs FF et du Landskrona BoIS, il joue un total de 331 matchs au sein des championnats suédois, inscrivant un but.
Il joue également 8 matchs en Coupe d'Europe des clubs champions et 4 matchs en Coupe de l'UEFA. Il atteint les quarts de finale de la Coupe des clubs champions européens avec Åtvidabergs en 1975, en étant battu par le FC Barcelone.
Il remporte deux titres de champion de Suède avec Åtvidabergs.

### En équipe nationale
International suédois, il reçoit 18 sélections en équipe de Suède de 1974 à 1977.
Il joue son premier match en équipe nationale le 26 juin 1974 contre la Pologne, lors de la coupe du monde 1974. Son dernier match en équipe nationale est un match amical contre l'Islande le 20 juillet 1977.

## Carrière

### Joueur
- 1972-1975 :  Åtvidabergs FF
- 1976-1980 :  Landskrona BoIS
- 1981-1986 :  Åtvidabergs FF

### Entraîneur
- 1990 :  IFK Norrköping
- 1996 :  Jönköpings Södra IF
- 2000 :  Åtvidabergs FF

## Palmarès
Avec Åtvidabergs FF :
- Champion de Suède en 1972 et 1973